# JCDecaux
JCDecaux este o companie de publicitate din Franța care operează în peste 40 de țări și este a doua companie de publicitate outdoor din lume și cea mai mare companie de publicitate outdoor din Europa. Reclamele companiei ajung la aproape 180 milioane de persoane zilnic.
Număr de angajați în 2008: 9.000
Cifra de afaceri în 2007: 2,1 miliarde Euro